# 皇家伦敦医院

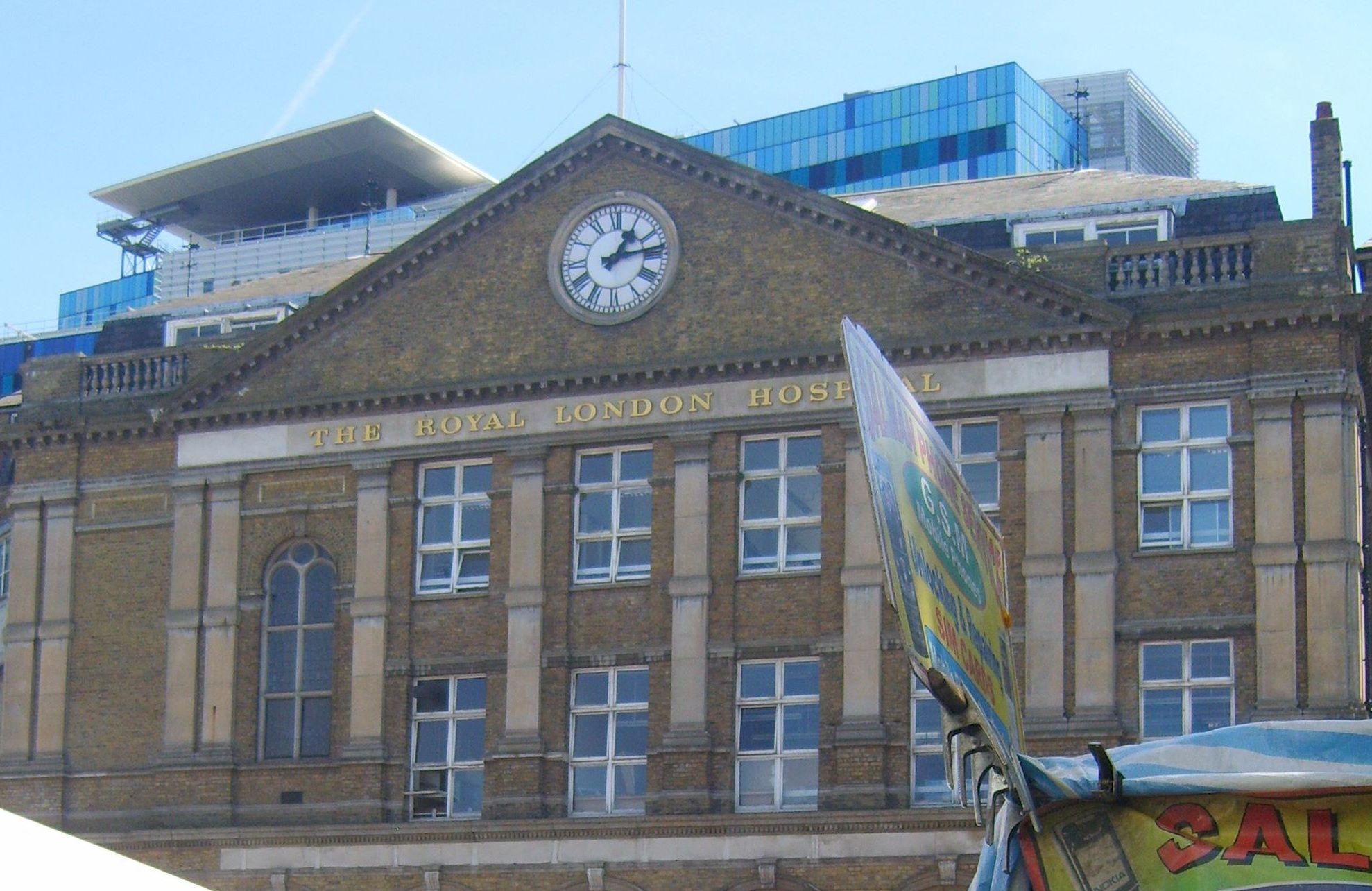
皇家伦敦医院

皇家伦敦医院（英語：Royal London Hospital），原称伦敦诊所（London Infirmary），位于英国伦敦怀特查佩尔，成立于1740年。1748年开始便改称为伦敦医院。在建院250周年，即1990年，重新使用皇家伦敦医院这个名称。

## 患者
被称为“象人”的约瑟夫·梅里克曾在皇家伦敦医院度过余生，死后，他的骨架存放在医院，但没有向公众开放。